# Grey Goose (canção folclórica)
"Grey Goose" é uma canção folclórica americana tradicional. Seu assunto é um pregador que caça e captura um ganso cinzento para o jantar em um domingo. Ele tenta matar o ganso antes de comê-lo, mas não importa o quanto ele tente, ele não pode matá-lo, a implicação é que ele não tinha observado corretamente o sábado (no entanto, existem outras canções folclóricas que podem ou não ter existido antes dessa música que apresenta um Grey Goose, mas não um pregador, que tem um tema parecido com o ganso cinza sendo indestrutível). Os vários métodos que o pregador usou para matar sem sucesso o ganso cinzento foram, de acordo com a música:
- Atirando nele
- Fervendo
- Alimentando-o a um porco
- Cortando-o com uma motosserra

Foi gravado pela Lead Belly na década de 1930. Uma versão instrumental desta canção foi coberta por membros da banda americana Nirvana e Screaming Trees, em Seattle, em agosto de 1989. A música não foi lançada até 2004 na caixa intitulada With the Lights Out. Em 2006, a banda de música infantil Dan Zanes and Friends gravou uma versão dessa música para o álbum Catch That Train. Em 2010, a música foi gravada com o acompanhamento simples usando gaita e bateria pelo artista Country Blues e o educador Blues in Schools, Big Jon Short, por seu álbum Big Shorty . A música também foi gravada pela banda British Sea Power para um dos lados B do single "Please Stand Up". Uma versão pungente da música também foi gravada por Sweet Honey in the Rock no álbum vencedor do Grammy A Vision Shared, produzido pela CBS como uma homenagem a Lead Belly (e Woody Guthrie) pelo Smithsonian Folkways.

## Na cultura popular
A versão Burl Ives foi incluída na novela de Jonathan Lethem, Dissident Gardens. O ganso cinzento na canção foi tratado como um símbolo do "destino irrevogável da classe trabalhadora".
A música foi incluída na trilha sonora de Fantastic Mr. Fox, de Wes Anderson.